# Europees kampioenschap voetbal onder 21 - 1986
Aan het Europees kampioenschap voetbal onder 21 van 1986 (kortweg EK voetbal -21) deden 29 teams mee. Het toernooi werd inclusief de kwalificatiewedstrijden tussen 1984 en 1986 gehouden. Er was bij deze editie geen sprake van een eindtoernooi dat in een land werd gehouden. Het toernooi werd gewonnen door Spanje na een penaltyreeks, de eerste in de geschiedenis van het EK-21.
De 29 teams werden verdeeld in vijf groepen van vier en drie van drie. De groepswinnaars stroomden door naar de kwartfinales.

## Kwalificatiefase
| Kwalificatiegroep 1 | Kwalificatiegroep 1 | Wed | W | G | V | DV | DT | Ptn |
| ------------------- | ------------------- | --- | - | - | - | -- | -- | --- |
| 1                   | Polen               | 4   | 3 | 0 | 1 | 10 | 4  | 6   |
| 2                   | Griekenland         | 4   | 2 | 0 | 2 | 6  | 8  | 4   |
| 3                   | Albanië             | 4   | 1 | 0 | 3 | 3  | 7  | 2   |

| - Polen 5-1 Griekenland - Polen 2-0 Albanië - Griekenland 2-0 Albanië | - Griekenland 2-1 Polen - Albanië 1-2 Polen - Albanië 2-1 Griekenland |

| Kwalificatiegroep 2 | Kwalificatiegroep 2 | Wed | W | G | V | DV | DT | Ptn |
| ------------------- | ------------------- | --- | - | - | - | -- | -- | --- |
| 1                   | Zweden              | 6   | 4 | 1 | 1 | 7  | 3  | 9   |
| 2                   | West-Duitsland      | 6   | 3 | 1 | 2 | 9  | 6  | 7   |
| 3                   | Tsjecho-Slowakije   | 6   | 2 | 1 | 3 | 6  | 8  | 5   |
| 4                   | Portugal            | 6   | 1 | 1 | 4 | 4  | 9  | 3   |

| - Zweden 1-1 Portugal - Portugal 0-1 Tsjecho-Slowakije - West-Duitsland 1-0 Zweden - Portugal 0-1 Zweden - Portugal 2-1 West-Duitsland - Tsjecho-Slowakije 1-1 West-Duitsland | - Zweden 1-0 Tsjecho-Slowakije - Tsjecho-Slowakije 3-1 Portugal - Zweden 2-1 West-Duitsland - Tsjecho-Slowakije 0-2 Zweden - West-Duitsland 2-0 Portugal - West-Duitsland 3-1 Tsjecho-Slowakije |

| Kwalificatiegroep 3 | Kwalificatiegroep 3 | Wed | W | G | V | DV | DT | Ptn |
| ------------------- | ------------------- | --- | - | - | - | -- | -- | --- |
| 1                   | Engeland            | 6   | 3 | 2 | 1 | 9  | 3  | 8   |
| 2                   | Finland             | 6   | 1 | 4 | 1 | 6  | 6  | 6   |
| 3                   | Roemenië            | 6   | 1 | 4 | 1 | 5  | 7  | 6   |
| 4                   | Turkije             | 6   | 0 | 4 | 2 | 3  | 7  | 4   |

| - Engeland 2-0 Finland - Turkije 1-1 Finland - Turkije 0-0 Engeland - Roemenië 1-0 Turkije - Roemenië 0-0 Engeland - Finland 3-1 Engeland | - Finland 2-2 Roemenië - Roemenië 0-0 Finland - Engeland 3-0 Roemenië - Finland 0-0 Turkije - Engeland 3-0 Turkije - Turkije 2-2 Roemenië |

| Kwalificatiegroep 4 | Kwalificatiegroep 4 | Wed | W | G | V | DV | DT | Ptn |
| ------------------- | ------------------- | --- | - | - | - | -- | -- | --- |
| 1                   | Frankrijk           | 6   | 2 | 3 | 1 | 11 | 7  | 7   |
| 2                   | Bulgarije           | 6   | 3 | 1 | 2 | 14 | 12 | 7   |
| 3                   | Oost-Duitsland      | 6   | 1 | 4 | 1 | 9  | 9  | 6   |
| 4                   | Joegoslavië         | 6   | 1 | 2 | 3 | 10 | 16 | 4   |

| - Joegoslavië 1-2 Bulgarije - Oost-Duitsland 1-1 Joegoslavië - Frankrijk 2-1 Bulgarije - Frankrijk 1-1 Oost-Duitsland - Joegoslavië 0-0 Frankrijk - Bulgarije 3-2 Oost-Duitsland | - Bulgarije 4-0 Frankrijk - Bulgarije 3-6 Joegoslavië - Oost-Duitsland 1-1 Frankrijk - Joegoslavië 2-3 Oost-Duitsland - Oost-Duitsland 1-1 Bulgarije - Frankrijk 7-0 Joegoslavië |

| Kwalificatiegroep 5 | Kwalificatiegroep 5 | Wed | W | G | V | DV | DT | Ptn |
| ------------------- | ------------------- | --- | - | - | - | -- | -- | --- |
| 1                   | Hongarije           | 6   | 5 | 0 | 1 | 9  | 3  | 10  |
| 2                   | Nederland           | 6   | 4 | 1 | 1 | 11 | 3  | 9   |
| 3                   | Oostenrijk          | 6   | 0 | 3 | 3 | 3  | 7  | 3   |
| 4                   | Cyprus              | 6   | 0 | 2 | 4 | 3  | 13 | 2   |

| - Cyprus 1-1 Oostenrijk - Hongarije 2-0 Oostenrijk - Nederland 1-0 Hongarije - Oostenrijk 0-0 Nederland - Cyprus 1-3 Hongarije - Cyprus 1-3 Nederland | - Nederland 5-0 Cyprus - Hongarije 1-0 Cyprus - Oostenrijk 1-2 Hongarije - Nederland 2-1 Oostenrijk - Oostenrijk 0-0 Cyprus - Hongarije 1-0 Nederland |

| Kwalificatiegroep 6 | Kwalificatiegroep 6 | Wed | W | G | V | DV | DT | Ptn |
| ------------------- | ------------------- | --- | - | - | - | -- | -- | --- |
| 1                   | Denemarken          | 6   | 3 | 2 | 1 | 11 | 7  | 8   |
| 2                   | Noorwegen           | 6   | 2 | 2 | 2 | 10 | 9  | 6   |
| 3                   | Sovjet-Unie         | 6   | 3 | 0 | 3 | 8  | 8  | 6   |
| 4                   | Zwitserland         | 6   | 1 | 2 | 3 | 7  | 12 | 4   |

| - Noorwegen 3-0 Zwitserland - Denemarken 2-2 Noorwegen - Noorwegen 2-1 Sovjet-Unie - Zwitserland 1-1 Denemarken - Zwitserland 4-2 Sovjet-Unie - Sovjet-Unie 1-0 Zwitserland | - Denemarken 1-0 Sovjet-Unie - Sovjet-Unie 2-0 Denemarken - Denemarken 4-1 Zwitserland - Noorwegen 1-3 Denemarken - Sovjet-Unie 2-1 Noorwegen - Zwitserland 1-1 Noorwegen |

| Kwalificatiegroep 7 | Kwalificatiegroep 7 | Wed | W | G | V | DV | DT | Ptn |
| ------------------- | ------------------- | --- | - | - | - | -- | -- | --- |
| 1                   | Spanje              | 4   | 3 | 1 | 0 | 4  | 0  | 6   |
| 2                   | Schotland           | 4   | 1 | 1 | 2 | 1  | 4  | 3   |
| 3                   | IJsland             | 4   | 1 | 0 | 3 | 2  | 3  | 1   |

| - Schotland 1-0 IJsland - Schotland 0-2 Spanje - Spanje 0-0 Schotland | - IJsland 2-0 Schotland - IJsland 0-1 Spanje - Spanje 1-0 IJsland |

| Kwalificatiegroep 8 | Kwalificatiegroep 8 | Wed | W | G | V | DV | DT | Ptn |
| ------------------- | ------------------- | --- | - | - | - | -- | -- | --- |
| 1                   | Italië              | 4   | 3 | 1 | 0 | 15 | 2  | 7   |
| 2                   | België              | 4   | 1 | 1 | 2 | 7  | 8  | 3   |
| 3                   | Luxemburg           | 4   | 1 | 0 | 3 | 5  | 17 | 1   |

| - België 5-1 Luxemburg - België 1-1 Italië - Italië 5-1 Luxemburg | - Luxemburg 0-6 Italië - Luxemburg 3-1 België - Italië 3-0 België |

## Knock-outfase
| Kwartfinales - Polen 1-0 Hongarije - Hongarije 5-0 Polen Hongarije won met 5-1 - Denemarken 0-1 Engeland - Engeland 1-1 Denem. Engeland won met 2-1 - Zweden 1-1 Italië - Italië 2-1 Zweden Italië won in totaal met 3-2 - Frankrijk 1-3 Spanje - Spanje 3-1 Frankrijk Spanje won in totaal met 6-2 |  | Halve finales - Italië 2-0 Engeland - Engeland 1-1 Italië Italië won in totaal met 3-1 - Hongarije 3-1 Spanje - Spanje 4-1 Hongarije Spanje win 5-4 on aggregate |  | Finale - Italië 2-1 Spanje - Spanje 2-1 Italië Er werd met 3-3 gelijk gespeeld en Spanje won na penalty's: 3-0 Spanje werd kampioen |